# Маня, Николае
Николае Маня (11 марта 1954 — 15 декабря 2014) — румынский футболист, тренер и функционер. За свою игровую карьеру нападающий провёл 209 игр в высшем дивизионе. С декабря 2013 года он был президентом «Рапид Бухарест».

## Карьера игрока

### Клубная карьера
Маня начинал карьеру в молодёжном составе «Рапид Бухарест» и в 1973 году перешёл в первую команду. 16 марта 1974 года он дебютировал в Дивизии А. В конце сезона команда была понижена в классе, но в следующем сезоне ей удалось вернуться. В то же время в 1975 году он выиграл кубок Румынии по футболу. В финале против «Университатя Крайова» Маня сделал дубль и принёс своей команде победу со счётом 2:1.
После возвращения в элиту команда Мани снова вылетела в конце сезона 1976/77. Тем не менее, «Рапиду» снова удалось вернуться в высший дивизион. В 1980 году он перешёл в другую столичную команду, «Стяуа». Там, однако, он не смог закрепиться и год спустя вернулся в «Рапид». В 1982/83 сезоне он со своим клубом выиграл Дивизию B и поднялся в Дивизию А. В последующие годы он также сменил амплуа, перейдя в полузащиту. Хотя он регулярно играл за клуб, его результативность заметно упала.
Летом 1987 года Маня покинул «Рапид» и перешёл в «Глория Бистрица» из Дивизии В. После трёх сезонов в 1990 году «Глория» наконец поднялась в высший дивизион. Сезон 1990/91 команда закончила на пятом месте, но Маня редко выходил на поле и закончил карьеру летом 1991 года.

### Национальная сборная
Николае Маня провёл свою единственную игру в сборной Румынии 2 июля 1976 года, это был товарищеский матч против Ирана.

## Карьера тренера
После окончания карьеры игрока Маня работал футбольным тренером. После четырёх лет на посту главного тренера «Униря Деж» в Дивизии B летом 1996 года он возглавил «Бихор» из Дивизии С. Он покинул клуб в начале апреля 1997 года, чтобы сменить Йона Думитру на посту тренера «Рапид Бухарест», который на тот момент играл в высшей лиге. Сезон 1996/97 он закончил в середине турнирной таблице и уступил пост Мирче Луческу.
Летом 1998 года Маня сменил Мирчу Неделку на посту тренера «Чахлэула». Его уволили в начале ноября 1998 года после восьми игр без побед, его заменил Виорел Хицо. В марте 1999 года он снова возглавил «Рапид Бухарест» и сделал вклад в победу в чемпионате Румынии. Когда клуб отстал от «Динамо Бухарест» Маня был уволен, его снова заменил Мирча Луческу, который и выиграл чемпионат в 1999 году.
С 2002 по 2005 год Маня тренировал молодёжную сборную Румынии, которую пытался вывести на чемпионат Европы. В сентябре 2005 года он стал преемником Георге Мульцеску, на посту тренера клуба Дивизии B, «Брашов». К концу года его сменил Корнел Цалнар.
В конце октября 2009 года Маня третий раз возглавил «Рапид Бухарест», заменив Виорела Хицо. В марте 2010 года он снова покинул клуб. В октябре 2010 года он стал преемником Лауренциу Регекампфа на посту тренера «Глория Бистрица», с которой он вылетел из высшей лиги в конце сезона 2010/11. Тем не менее, он вместе со своей командой сумел вернуться в элиту. В конце сезона 2012/13, однако, клуб снова был понижен в классе. Маня покинул «Глорию» и стал главным тренером «Корона Брашов». Однако был уволен после того, как начал 2013/14 сезон, заработав лишь одно очко в шести матчах. В декабре 2013 года он стал президентом клуба «Рапид Бухарест», в том же году клуб вылетел в Лигу II.
В октябре 2014 года Мане был поставлен диагноз рак печени поздней стадии. Он умер 15 декабря 2014 года.